# Иноземцево
Инозе́мцево — курортный посёлок в городском округе город-курорт Железноводск Ставропольского края России. Один из крупнейших посёлков городского типа в России.

## Географическое положение
Расположен у восточных склонов горы Бештау, на железнодорожной ветке Минеральные Воды — Кисловодск. Расстояние до краевого центра 180 км, до центра округа 8 км.
В 2 км к востоку от посёлка находится комплексный природный заказник «Баталинский».

## Этимология
По версии доктора исторических наук Т. Н. Плохотнюк, одно из прежних названий населённого пункта — Каррас (Карас) — могло быть образовано от англ. to carry («поддерживать, передавать, увлекать за собой, проводить»). Кроме того, существует легенда о ногайском (татарском) князе по имени Карас, владевшем землями, на которых впоследствии возникло данное поселение.

## История
Именно здесь в 1801—1835 годах находилось первое и старейшее поселение выходцев из Западной Европы — шотландских миссионеров Эдинбургского библейского общества. Шотландская колония была основана 22.11/4.12.1802 года у горского аула Каррас. Близ шотландской колонии поселяются немецкие колонисты, выходцы из Саратова (Саренты), основавшие Николаевскую колонию. Сами шотландцы покинули колонию в 1821 году. Миссионеры были направлены на Кавказскую линию по велению императора Александра I «с целью распространения трудолюбия, ремесла и христианства среди горских народов магометанского и языческого исповедания».
В архивных документах указывается, что колония образована в 1803 году шотландскими миссионерами и саратовскими колонистами. По данным И. В. Бентковского колония основана в 1805 году. Земля колонистам обмежевана по жалованной грамоте Александра I от 25 декабря 1806 года в Георгиевском уезде.
Осенью 1801 года было выбрано место для миссии на восточном склоне горы Бештау, в старинном татарском поселении Каррас, принадлежавшем потомкам крымского султана Гирея. В 1805 году миссионеры получили 7000 десятин казённой земли. По другим данным посёлок Каррас основан 22 ноября 1802 года.
В 1804—1808 годах в горских аулах в «Бештовых горах» свирепствовала чума, что резко сократило приезд посетителей на Воды. Часть населения аулов (Каррас, Бастунджи, Аджиаул, Кармааул) либо вымерла, либо переселилась в горные ущелья Кабарды.
25 декабря 1806 года Александр I издал грамоту жителям колонии. 29 сентября 1817 года Комитет министров принял решение о переселении из Карраса немецких колонистов (не реализовано). Комитет министров принял решения о переустройстве колонии, утверждённые Николаем I (15.12.1828, 26.06.1835).
Евангелическая община (1806—1866), лютеранский приход Пятигорск. Церковь (1840). Земли 7000 десятин (1807), 2859 десятин (1883), 3498 десятин (1910). Садоводство, виноградарство и виноделие, цветоводство, пчеловодство. Кожевенные заводы Р. Педди, К. и Ю. Энгельгардтов, кирпично-черепичный завод Е. Я. Альфтона, известковый завод «Якорь», маслозавод, лавки, аптека. Сельсовет, сельскохозяйственное кооперативное товарищество, начальная школа, изба-читальня (1926), колхоз им. К. Либкнехта. Педтехникум (1933). Здесь бывали А. С. Пушкин и М. Ю. Лермонтов (он отправился отсюда в 1841 году на свою роковую дуэль). Место рождения лютеранских пасторов И. Т. Келлера (1842—1918) и Э. Е. Деггелера (1868—1956).
По мнению Т. Н. Плохотнюк, «Шотландская колония создавалась как крупный реформатский миссионерский центр на Кавказе» и «именно миссионерская деятельность обусловила появление второй составной части названия колонии — Каррас (Карас)» (см. раздел «Этимология»). Члены миссии активно распространяли христианство, издавали религиозную литературу, выкупали на деньги библейского общества невольников, обращали их в христианскую веру и возвращали им свободу. Кроме того, миссионеры занимались плотницким, столярным, кузнечным, гончарным, типографским, хлебопекарным, портновским и ткацким ремёслами, а также торговали продуктами сельского хозяйства на рынках КМВ.
В колонии Каррас Шотландским миссионерским обществом открыта типография для печатания Библии на арабском языке для обращенных в христианство горцев Кавказа.
В помощь шотландцам для обработки земли летом 1809 года в Каррас переселились первые немецкие семьи из Саратовской губернии. Среди них мастеровые люди: слесарь Иоганн Мартин, кожевник Христиан Конради, сапожник Иоганн Либих, бумажный фабрикант Людвиг Либих, кузнец Иоганн Георг Энгельгарт. Шотландцы покинули колонию в 1821 году. Как отмечает изданный в 1865 году «Гeогpaфичeско-стaтистичecкий cлoваpь Рoссийcкой Импepии», шотландцы, поселившиеся рядом с горцами, имели большой успех в обращение их в христианство. Однако после того как они начали работу с христианами и перекрестили одного армянина, миссия была выдворена.
В 1835 году рядом с Каррасом была учреждена немецкая Николаевская колония (также Ново-Николаевская), которой было отмежевано из старого надела 4500 десятин (в 1831 году — Константиновская, между которыми выросли обширные виноградники).
В 1849 году началось омнибусное сообщение между группами Вод — первого вида общественного транспорта. Многоместные на 15-20 человек крытые экипажи на конной тяге работали только во время курса. На них перевозили не только курортников, но и почтовую корреспонденцию. Поездки производилась от Горячих Вод от здания «Ресторации» ежедневно туда и обратно: один — через Ессентукскую группу на Кислые Воды, другой — через колонию Каррас на Железные Воды.
В связи с постройкой железной дороги Минеральные Воды — Кисловодск в 1903 году, образована станция Каррас.
26.05/08.06 1913 года открылась детская летняя колония (санаторий) для детей, больных туберкулезом в колонии Николаевской под Пятигорском недалеко от ж/д станции «Машук». Г. И. Раев, член Пятигорского отдела борьбы с туберкулезом, сделал несколько фотоснимков, средства от продажи которых пошли на содержание этой лечебницы.
В 1915 году останки бывшего управляющего Владикавказской железной дороги И. Д. Иноземцева были перезахоронены в селении Каррас на местном железнодорожном разъезде. Тогда и появилась станция его имени — Иноземцево.
До 1917 года — Терская область, Пятигорский (Георгиевский) округ / Новогригорьевский уезд, Пятигорская / Новогригорьевская волость; в советский период — Орджоникидзевский край, Минераловодский / Горячеводский район. Лютеранско-меннонитское село, основано в 1835 году. В 5 км к северу от Пятигорска. Основатели из Поволжья. Лютеранский приход Пятигорск. Церковь (1906). Земли 2587 десятин (1883), 3143 десятин. Водяная мельница, размещение гостей с близлежащих курортов. Кооперативная лавка, начальная школа, сельсовет (1926). Колхоз «Октобер-Функе». Жителей: 270 (1858), 373 (1874), 546 (1883), 641 (1889), 955/930 нем. (1897), 1046 (1904), 1685 (1914), 1997/1516 нем. (1926).
Новые колонисты, отказавшись от нерентабельного землепашества, занялись садоводством, огородничеством, виноградарством, производством мяса и молока. Они стали регулярными поставщиками на рынки КМВ цветов, фруктов, овощей, мяса, молока, кефира и великолепных немецких сыров. Немцы привезли на КМВ культуру возделывания табака и успешно торговали им на рынках. С первых лет поселения они единственные выпекали хлеб на продажу, доставляя его в столовые и рестораны курорта. В середине XIX века в обеих колониях работали: маслобойня, кожевенный, кирпичный, известковый заводики. Широко известны были имена мебельщиков и каретников (Андрей Конради). Чистота, благоустроенность, обилие зелени, цветов и фруктов, вкусная и недорогая еда привлекали сюда курортную публику.
В 1925 году поселения числились за Карраским сельским советом Горячеводского района Терского округа и насчитывали: в Каррасе — 240 домов, население — 1792 человека; в Николаевской колонии — 427 домов, население — 1415 человек.
В 1928 году сельские советы Карраский и Николаевский были переданы в состав Минераловодского района.
В 1933 году минераловодский педагогический техникум перевели в селение Каррас.
В 1933 году на базе бывшей пивоварни основан государственный винный завод. В том году было налито вручную 30 тысяч декалитров вина.
До августа 1941 года население колоний Каррас и Николаевская до 90 % составляли немцы. Однако по приказу И. В. Сталина, который опасался пособничества фашистской армии в случае оккупации, почти все немецкое население в течение месяца было депортировано в Северный Казахстан, Узбекистан, на Урал и в Сибирь и мобилизовано в «трудовые армии» лагерей НКВД.
В сентябре 1941 года бывшие колонии Каррас и Николаевская получили статус посёлков.
12 января 1943 года сёла Каррасс и Николаевка освобождены от немецких оккупантов.
В 1959 году посёлки Каррас и Николаевское были объединены в курортный посёлок Иноземцево. Название это было получено по одноимённой железнодорожной станции. А станция Иноземцево, в свою очередь, была названа в честь управляющего Владикавказской железной дороги Ивана Дмитриевича Иноземцева, бывший особняк которого располагается рядом со станцией.
В 1959 году поселения были объединены в единый курортный посёлок Иноземцево с подчинением горисполкому Железноводска.
В январе 1983 года Иноземцево получил статус курортного посёлка, находясь в подчинении города Железноводска, хотя по численности населения Иноземцево (28 091) превосходит Железноводск (21 727).

## Население
| 1856    | 1874    | 1883    | 1889    | 1897    | 1911    | 1914    | 1918    | 1925    |
| ------- | ------- | ------- | ------- | ------- | ------- | ------- | ------- | ------- |
| 307     | ↗527    | ↗622    | ↗663    | ↗932    | ↗1353   | ↗1740   | ↘1393   | ↗1792   |
| 1926    | 1959    | 1970    | 1979    | 1989    | 2002    | 2009    | 2010    | 2011    |
| ↗1995   | ↗12 070 | ↗16 177 | ↗17 755 | ↗21 358 | ↗27 110 | ↗28 779 | ↘28 398 | ↘28 396 |
| 2012    | 2013    | 2014    | 2015    | 2016    | 2017    | 2018    | 2019    | 2020    |
| ↗28 505 | ↘28 312 | ↘28 071 | ↘27 912 | ↘27 663 | ↘27 455 | ↗27 502 | ↗27 935 | ↗29 007 |
| 2021    | 2023    | 2024    | 2025    |         |         |         |         |         |
| ↘27 500 | ↗27 718 | ↗27 969 | ↗28 091 |         |         |         |         |         |

Один из крупнейших посёлков городского типа в России.
Гендерный состав
По итогам переписи населения 2010 года проживали 12 854 мужчины (45,26 %) и 15 544 женщины (54,74 %).
Национальный состав
В 1813 году в колонии Каррас (ныне поселок Иноземцево) насчитывалось 166 жителей: 16 британцев, 17 горцев, обращенных в христианство, и 123 немца.
В 1926 году из 1995 жителей — 1274 немцы.
По итогам переписи населения 2010 года проживали следующие национальности (национальности менее 1 %, см. в сноске к строке «Другие»):
| Национальность | Численность | Процент |
| -------------- | ----------- | ------- |
| Русские        | 22 167      | 78,06   |
| Армяне         | 2616        | 9,21    |
| Греки          | 1210        | 4,26    |
| Украинцы       | 413         | 1,45    |
| Другие         | 1992        | 7,01    |
| Итого          | 28 398      | 100,00  |

## Инфраструктура
- Дом культуры «Луч»[48]
- Дом культуры «Машук»[49]
- Железнодорожные платформы Бештау, Иноземцево и Машук на отрезке Минеральные Воды — Пятигорск
- Дом-интернат ветеранов труда «Бештау»[50]
- Республиканская научно-исследовательская станция шелководства РАСХН[51]
- Северо-Кавказский региональный поисково-спасательный отряд МЧС России[52]
- Северо-Кавказский региональный центр МЧС[53]
- Центр управления в кризисных ситуациях МЧС[54]

## Связь
Проводной телефон, сотовая связь 2G/3G/4G

## Здравоохранение
- Городская поликлиника № 2[55]
- Городская стоматологическая поликлиника[56]
- Кисловодская психиатрическая больница. Железноводский филиал[57]
- Краевой детский санаторий «Солнечный»[58][59]
- Санаторий «Машук Аква-Терм». Открыт 17 ноября 1996 года как первый корпус санатория «Машук» ОАО «Тюменьэнерго»[60]
- Специализированный дом ребёнка «Машук» для детей с органическим поражением центральной нервной системы с нарушением психики[61]
- Пансионат с лечением «Геолог Казахстана» (на склоне горы Бештау).
- Санаторий «Лесной». Открыт в 1951 году как санаторная школа на 125 мест. В 70-е годы XX века здесь размещался пионерский лагерь. С 2002 года до 2013 года санаторий принадлежал корпорации «Казахмыс», которая в 2003 году провела его полную реконструкцию[источник не указан 2869 дней].

## Образование
- Детский сад № 3 «Ромашка»[62]
- Детский сад № 4 «Дюймовочка»[63]
- Детский сад № 5 «Теремок». Открыт в 2014 году. Победитель всероссийского конкурса «Образцовый детский сад 2019»[64].
- Детский сад № 13 «Янтарь»[65]. Открыт 19 апреля 1981 года[60]
- Детский сад № 14 «Малыш». Открыт 15 декабря 1971 года как детский комбинат № 14 «Малыш» винсовхоза «Машук»[60]
- Детский сад № 16 «Колокольчик»[66]
- Детский сад № 17 «Родничок»[67]
- Средняя общеобразовательная школа № 4 им. А. М. Клинового[68]
- Средняя общеобразовательная школа № 5[69]
- Лицей казачества им. А. Ф. Дьякова. Открыт 9 сентября 1996 года[60]
- Специальная (коррекционная) общеобразовательная школа-интернат № 1 VIII вида. Открыта 15 августа 1962 года[70]
- Детская школа искусств[71]
- Детский дом (смешанный) № 10 им. Н. К. Крупской[72]
- Художественно-строительный техникум имени казачьего генерала В. П. Бондарева. Открыт 26 августа 1954 как Николаевское техническое училище № 1[73].
- Филиал СГПИ. Открыт 1 сентября 1925 года как педагогическое училище[74]
- Московский государственный гуманитарный университет имени М. А. Шолохова. Железноводский филиал[75]

## Русская православная церковь
- Церковь Усекновения главы Иоанна Предтечи. Освящена 7 июля 1999 года
- Церковь Успения Пресвятой Богородицы. Строительство ведётся греческой диаспорой[76]

## Экономика
- Винзавод «Машук». Упоминается с 1943 года[77]
- Предприятие «Кавигрис» — филиал Московского комбината шампанских вин
- Предприятие «Строитель КМВ»
- Предприятие «Кавказгидрогеология». Образовано 1 января 1976 года как Кавминводская гидрогеологическая экспедиция[78]. По другим данным, образовано в 1959 году[77]
- ООО «Пятигорский пивоваренный завод»
- Совхоз «Машук» (бывший совхоз «Росглаввино»). Образован в 1944 году[77]

## Объекты культурного наследия
- Братская могила воинов Советской Армии, павших в 1942—1943 гг. при освобождении посёлка.  261610540750005
- Здание педучилища, где в 1924 году с балкона выступала К. Цеткин перед жителями посёлка Каррас. ул. Свободы, 14.  261610695500005
- Дом Рошке, в котором поэт М. Ю. Лермонтов провёл последние часы перед дуэлью. ул. Свободы, 38.  261610648670005
- Могила неизвестного солдата.  261610540790005
- Железнодорожный вокзал «Иноземцево».  261610541090005
- Памятник В. И. Ленину. Перед клубом винсовхоза «Машук».  261711298220005
- Лютеранская церковь. ул. Колхозная, 68.  261610491920005
- Особняк. ул. Свободы, 13.  261610542380005
- Домашняя церковь-часовня. ул. Верхневокзальная, 19-А.  261610695480005
- Могила И. Д. Иноземцева, инженера путей сообщения, управляющего Владикавказской железной дороги. улица Шоссейная, старое кладбище.  261610648710005

## Достопримечательности
Дом Рошке

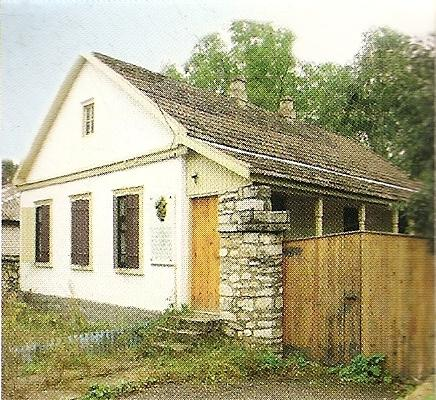
На сегодняшний день дом отреставрирован и принял прежний вид, но находится в руках частного владельца

В 1824 году была построена колёсная (грунтовая) дорога, соединившая через Каррас Горячие воды с Железными (с ответвлением на г. Машук — через территории теперешних станцию Машук, ЦЭС (пос. Энергетик), Перкальский лесопитомник, Лесную дачу (Комсомольскую поляну) и вверх практически напрямую, почти без серпантина). На дороге, в усадьбе немецкого колониста Готлиба Рошке была знаменитая кофейня и небольшая гостиница. По договору с Дирекцией Вод возле этой усадьбы делали обязательную остановку для отдыха экипажи и всадники.
В кафе у Рошке бывали А. С. Пушкин, М. Ю. Лермонтов, В. Г. Белинский, М. И. Глинка, Л. Н. Толстой.
Исследователь КМВ Ф. А. Баталин отмечал в 1856 году, что «лучшее кофе, чем в Кофейне, в доме старшины колонии Рошке, не найти и в Пятигорске».
Случилось так, что в последние часы перед роковой дуэлью М. Ю. Лермонтов обедал с друзьями в этом доме.
Памятник клизме
В июне 2008 года на территории местного санатория «Машук Аква-Терм» был установлен первый в мире и пока единственный монумент, посвящённый клизме.
Он представляет собой бронзовый памятник весом 350 кг и высотой 1,5 метра, изготовленный в виде композиции из троих ангелоподобных детей, несущих, подняв над головами, большую грушевидную клизму. Скульптор проекта С. И. Авакова
«Во многих медицинских учреждениях, в том числе на курортах Кавказских Минеральных Вод клизма — одна из наиболее часто назначаемых процедур при лечении и профилактике заболеваний желудочно-кишечного тракта», — заявил директор санатория «Машук Аква-Терм» Александр Харченко.
Поэтому клизме было давно пора поставить памятник.
У входа в сам санаторий теперь висит лозунг: «Ударим клизмой по разгильдяйству и заторам!».
Баталинский источник
Баталинский источник — источник горькой, слабительного действия минеральной воды, находится восточнее посёлка на левом берегу речки Джемухи.
Баталинская пещера
Геолого-геоморфологический памятник природы «Баталинская пещера» находится в 3 км восточнее Иноземцево, в долине Джемухи. Пещера представляет собой горизонтальную карстовую полость в уступе террасы, сложенной травертинами и галечниками, подстилаемыми глиной. Высота — 1 м, ширина — около 50 м, глубина — до 4 м.

## Люди, связанные с посёлком
- Ларченко Анна Спиридоновна (1923) - участница Великой Отечественной войны 1941-1945 гг., награждена орденами Отечественной Войны I степени и Красной Звезды[83]
- Натаров Иван Моисеевич (1910, Николаевка — 1941) — красноармеец, Герой Советского Союза